# Real Madrid Baloncesto
Real Madrid Baloncesto este un club profesionist de baschet, fondat în 1931 ca o secție a clubului sportiv Real Madrid. Echipa evoluează în Liga ACB iar pe plan internațional în Euroligă.
La fel de glorioasă ca și echipa de fotbal, echipa de baschet este cea mai de succes echipă atât în Spania, cât și în Europa cu un total de 31 campionate Liga ACB câștigate (inclusiv o serie de 7 și una de 10 la rând), un record egalat de 23 Cupe ale Spaniei câștigate, un număr record de 8 Euroligi câștigate, 4 Cupe Saporta, 4 Cupe Intercontinentale.

## Istorie
Jucători precum Emiliano Rodríguez, Clifford Luyk, Wayne Brabender, Walter Szczerbiak, Juan Antonio Corbalán, Dražen Petrović, Mirza Delibašić, Arvydas Sabonis sau Dejan Bodiroga au făcut din Real Madrid unul dintre cele mai mari cluburi de baschet din lume. Real Madrid a câștigat Euroliga de 7 ori între anii 1964 și 1980, devenind o legendă baschetului european și chiar dacă a durat 15 ani ca să o câștige din nou, a avut succes în alte competiții europene.
Real Madrid a învins Olimpia Milano în 1984 în final Cupe Saporta la lovituri libere prin Brian Jackso. Apoi, Petrović a marcat 62 de puncte în finala din 1989 împotriva Juvecaserta Basket, în unul din cele mai bune meciuri văzute vreodată în Europa. Clubul și-a adăugat în 1988 Cupa Korać în fața Cibona și în 1992 Cupa Saporta Cup împotriva echipei BC PAOK Salonic printr-un joc magnidic al lui Rickey Brown. Când Sabonis a venit la Madrid în 1995, echipa a câștigat ultima oară Euroliga, învingând Olympiacos în finală. De la câștigarea Cupei Saporta în 1997 împotriva celor din Verona, echipa nu a mai reușit să câștige niciun trofeu european.
Real Madrid a avut totuși succes în Spania, câștigând campionatul spaniol de cinci ori consecutiv din 2000 până în 2005. Totul s-a schimbat în 2007 când Joan Plaza a fost pus antrenor principal cu ajutorul jucătorilor Louis Bullock, Felipe Reyes și Álex Mumbrú. Echipa și-a adăugat încă un trofeu în vitrină, Eurocupa ULEB , învingând BC Lietuvos Rytas cu 87–75 în finală.
În Era Pablo Laso, Real Madrid Baloncesto a găsit totuși succesul. Noi jucători precum Sergio Rodríguez, Rudy Fernández din NBA și starul din academie, Nikola Mirotić împreună cu Sergio Llull și Felipe Reyes i-au adus Realului 3 Cupe ale Regelui, 3 Supercupe ale Spaniei, un titlu ACB și două locuri secunde în Euroligă.

## Palmares

### Național
- Liga ACB: 31

1957, 1958, 1959–60, 1960–61, 1961–62, 1962–63, 1963–64, 1964–65, 1965–66, 1967–68, 1968–69, 1969–70, 1970–71, 1971–72, 1972–73, 1973–74, 1974–75, 1975–76, 1976–77, 1978–79, 1979–80, 1981–82, 1983–84, 1984–85, 1985–86, 1992–93, 1993–94, 1999–2000, 2004–05, 2006–07, 2012–13
- Copa del Rey de Baloncesto: 25

1951, 1952, 1954, 1956, 1957, 1960, 1961, 1962, 1965, 1966, 1967, 1970, 1971, 1972, 1973, 1974, 1975, 1977, 1985, 1986, 1989, 1993, 2012, 2014, 2015
- Supercopa de España de Baloncesto: 4

1985, 2012, 2013, 2014

### Internațional
- Euroliga: 10

1963–64, 1964–65, 1966–67, 1967–68, 1973–74, 1977–78, 1979–80, 1994–95, 2014–15, 2017–18
- Eurocupa ULEB: 1

2006–07
- Cupa Intercontinentală: 4

1976, 1977, 1978, 1981
- Cupa Saporta: 4

1983–84, 1988–89, 1991–92, 1996–97
- Cupa Korać: 1

1987–88

### Distincții individuale
ACB Most Valuable Player
- Arvydas Sabonis – 1994, 1995
- Dejan Bodiroga – 1998
- Tanoka Beard – 1999
- Felipe Reyes – 2009
- Nikola Mirotić – 2013

ACB Finals MVP
- Arvydas Sabonis – 1993, 1994
- Alberto Angulo – 2000
- Louis Bullock – 2005
- Felipe Reyes – 2007, 2013

All-ACB Team
- Elmer Bennett – 2004
- Felipe Reyes – 2007, 2008, 2009
- Ante Tomić – 2011
- Sergio Llull – 2012
- Rudy Fernández – 2013
- Nikola Mirotić – 2013
- Sergio Rodríguez – 2013

ACB Three Point Shootout Champion
- Alberto Herreros – 1998, 1999
- Alberto Angulo – 2000
- Louis Bullock – 2004, 2006, 2008

ACB Slam Dunk Champion
- Mickaël Gelabale – 2004, 2005

ACB Most Spectacular Player of the Year
- Rudy Fernández – 2013

Spanish Cup MVP
- Joe Arlauckas – 1993
- Sergio Llull – 2012

Spanish Supercup MVP
- Rudy Fernández – 2012
- Sergio Rodríguez – 2013

Euroleague Final Four MVP
- Arvydas Sabonis – 1995

All-Euroleague Team
- Rudy Fernández – 2013

All-Euroleague Second Team
- Sergio Llull – 2011
- Nikola Mirotić – 2013

Euroleague Rising Star
- Nikola Mirotić – 2011, 2012

## Jucători notabili
| - Santi Abad - Pablo Aguilar - Juan Aísa - Alberto Angulo - Lucio Angulo - José Ángel Antelo - José Miguel Antúnez - Alberto Aspe - Antonio Bueno - Miguel Ángel Cabral - Marcos Carbonell - Pep Cargol - Juan Antonio Corbalán - Alfonso del Corral - Martín Ferrer - Alberto Férriz - Víctor Férriz - José Luis Galilea - Carlos García - Héctor García - Javier García Coll - Óscar González - Tomás González - Juan Antonio Hernández - Raúl Hernández - Eduardo Hernández-Sonseca - Alberto Herreros - Iker Iturbe - José Lasa - José Luis Llorente - Toño Llorente - Sergio Llull - Daniel López - Juanjo López - Juan Manuel López Iturriaga - Sergio Luyk - Davíd Marina - Antonio Martín Espina - Fernando Martín Espina - Fernando Mateo - Raúl Mena - Juan Antonio Morales - Daniel Muñoz - Roberto Núñez - Juan Antonio Orenga - Ricardo Peral - Javi Pérez - Darío Quesada - Carlos Rodríguez - Emiliano Rodríguez - Marcos Rodríguez - Álex Mumbrú - Fernando Romay - Nacho Romero | - Quique Ruiz Paz - Rafael Rullán - Lolo Sainz - Ismael Santos - Lorenzo Sanz - José María Silva - Enrique Suárez - Francisco Velasco - Enrique Villalobos - Daniel Yusta - Raúl López - - José Biriukov - - Wayne Brabender - - Brad Branson - - Louis Bullock - - Ariel Eslava - - Josh Fisher - - Nikola Lončar - - Clifford Luyk - - Jan Martín - - Mihail Mihailov - - Richard Nguema - - Johnny Rogers - - Siço Simón - - Mike Smith - - Lucas Victoriano - Paul Rogers - Jean-Marc Jaumin - Éric Struelens - Dražen Dalipagić - - Mirza Delibašić - - Damir Mulaomerović - Ratko Varda - Filip Videnov - - Bojan Bogdanović - - Dontaye Draper - - Dražen Petrović - - Mario Stojić - - Žan Tabak - Marko Tomas - Ante Tomić - George Zidek - Mikkel Larsen - Alain Digbeu - Mickaël Gelabale - Jérôme Moïso - Samuel Nadeau - Moustapha Sonko - - Andrew Betts - Hansi Gnad - Antonios Fotsis - Michalis Pelekanos - - Dušan Vukčević - - Pat Burke | - - Jay Larranaga - Stefano Attruia - Kaspars Kambala - - Arvydas Sabonis - - Rimas Kurtinaitis - Darjuš Lavrinovič - Rimantas Kaukėnas - Martynas Pocius - - Blagota Sekulić - Vladimir Dašić - Nedžad Sinanović - Rolf Van Rijn - - Maciej Lampe - José Ortiz - - Dejan Bodiroga - - Aleksandar Đorđević - Igor Rakočević - - Zoran Savić - - Dragan Tarlać - Marko Milič - Kerem Tunçeri - Miles Aiken - Wendell Alexis - Derrick Alston - Michael Anderson - Joe Arlauckas - Tanoka Beard - Troy Delvon Bell - Elmer Bennett - Rickey Brown - Anthony Frederick - Justin Hamilton - Michael Hawkins - Skeeter Henry - Brian Jackson - Keith Jennings - Bobby Martin - Ben McDonald - Mark McNamara - Erik Meek - Zachary Noble - Dennis Nutt - Wayne Robinson - Alex Scales - Brent Scott - Mark Simpson - Charles Smith - Larry Spriggs - Walter Szczerbiak - Demetrius A Jackson - Linton Townes - Joe Wallace - Quinton Hosley - Carl Herrera |